# 6886 Grote
6886 Grote eller 1942 CG är en asteroid upptäckt den 11 februari 1942 av den finska astronomen Liisi Oterma vid Storheikkilä observatorium. Asteroiden har fått sitt namn efter astronomen Grote Reber.

Den tillhör asteroidgruppen Innes.